# 신학연구소
신학연구소란 기독교 신학의 학술적 연구와 발표 그리고 출판을 통하여 관련된 공동체와 사회에 영향을 주기 위한 목적으로 설립된 기관으로 기독교 신학의 활동을 보급하는 학문 단체이다. 연구와 발표에서 신학학술원과 성격이 비슷한 면을 가지고 있지만, 신학학술원은 경험이 많은 전문적인 학자들이 구성된 최고의 연구기관으로 조직과 권위에서 신학연구소보다는 좀더 상위적 개념이다.  현재 한국에서는 숭실대학교 기독교문화연구원 보관됨 2015-10-21 - 웨이백 머신, 우리신학연구소, 웨슬리신학연구소, 한세대학교 영산신학연구소, 기독교문화연구소, 서강대학교 신학연구소, 혜암신학연구소, 미래신학연구소, Acts 신학연구소, 평택대학교 피어선성경연구원등이 있다. 이름은 조금 다르지만 신학연구원으로 한국개혁주의 설교연구원과 케리그마신학연구원등이 있다.

## 같이 보기
- 신학학술원
- 서강대학교 신학연구소
- 혜암신학연구소
- 우리신학연구소
- 웨슬리신학연구소,
- 영산신학연구소
- 개혁주의 학술원
- 미래신학연구소